# Jægersborg Kirke
Jægersborg Kirke er en kirke i Jægersborg, beliggende Søndersøvej i Gentofte.
Kirkebygningen er bygget i nygotisk stil af Paul Staffeldt Matthiesen og stod færdig i 1941. Kirkens inventar er gennemgribende ændret i 1965 af Inger og Johannes Exner. Altertavlen er en cirkulær lyskomposition af Mogens Jørgensen.
Sognegården er tegnet af Ole Ramsgaard Thomsen og blev taget i brug i 1971.
Kirkens orgel er på 25 stemmer og er bygget af Marcussen & Søn i 1944. Orglet blev verdenskendt og regnes blandt de bedste orgler i Danmark fra den såkaldte orgelbevægelses-periode.